# Kustrzebka soczysta

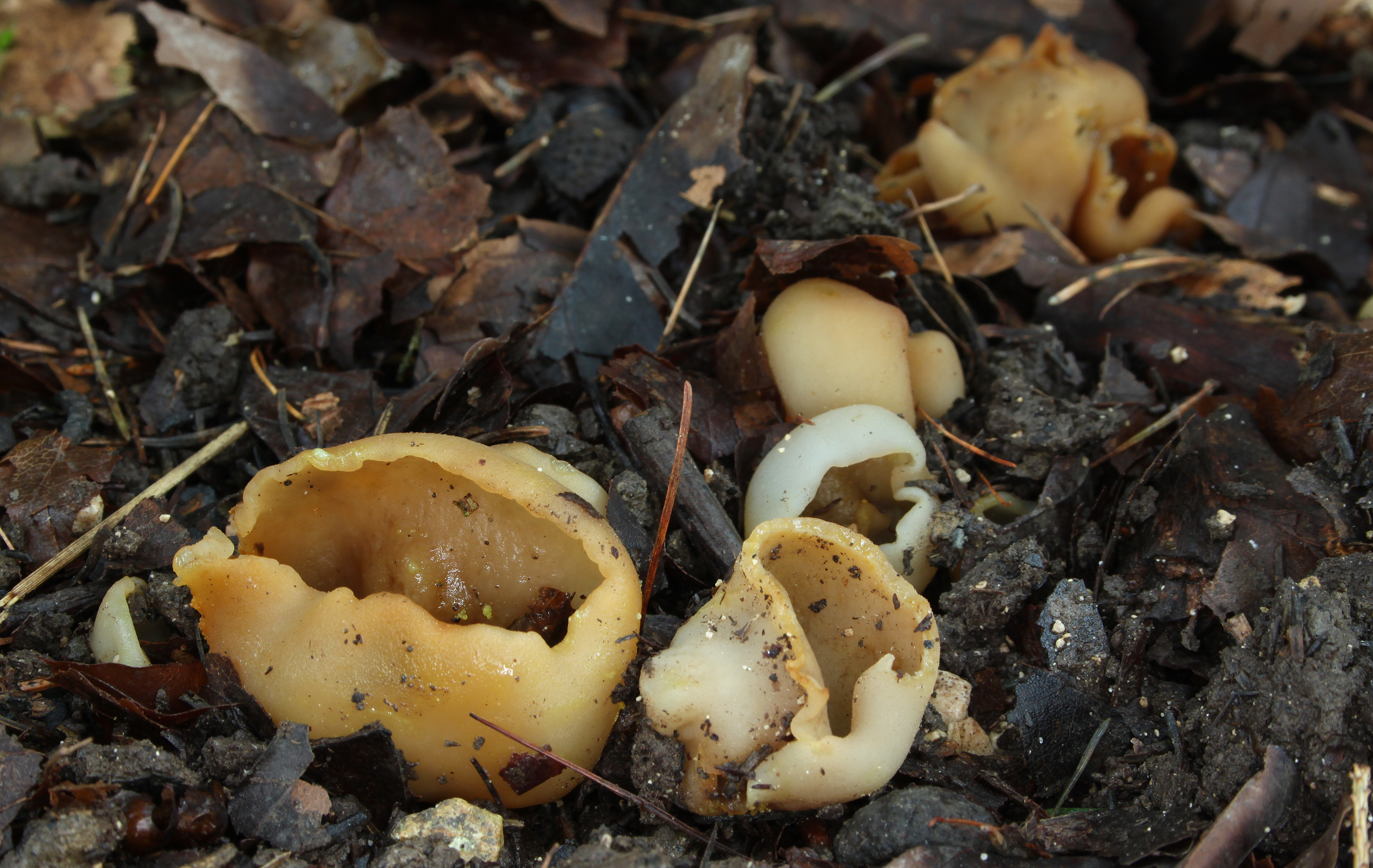

Kustrzebka soczysta (Paragalactinia succosa (Berk.) Van Vooren) – gatunek grzybów z rodziny kustrzebkowatych (Pezizaceae).

## Systematyka i nazewnictwo
Pozycja w klasyfikacji według Index Fungorum: Peziza, Pezizaceae, Pezizales, Pezizomycetidae, Pezizomycetes, Pezizomycotina, Ascomycota, Fungi.
Po raz pierwszy opisał go w 1841 r. Miles Joseph Berkeley, nadając mu nazwę Peziza succosa. Rodzaj Peziza okazał się jednak polifiletyczny i wiele jego gatunków poprzenoszono do nowych rodzajów. Obecną nazwę gatunkowi nadał Van Vooren, który w 2020 r. przeniósł go do utworzonego przez siebie rodzaju Paragalactinia.
Niektóre synonimy nazwy naukowej:

- Galactinia succosa (Berk.) Sacc.
- Otidea succosa (Berk.) Thüm.
- Peziza infuscata Quél.
- Peziza succosa Berk. 1841
- Plicaria succosa (Berk.) Rehm[2].

Nazwa polska według M.A. Chmiel.

## Morfologia
Owocnik
Miseczkowaty albo kubeczkowaty, o nieregularnym brzegu, bez trzonka; ciemnoorzechowy, od strony wewnętrznej trochę jaśniejszy, nieznacznie otrębiasty; do 6 cm, rzadziej do 10 cm średnicy. Warstwa zarodnikonośna znajduje się na wewnętrznej stronie owocnika. Mikroskopijnej wielkości worki po dojrzeniu uwalniają zarodniki. Dobrym sposobem zaobserwowania '„eksplozji” w postaci chmurki zarodników jest nagłe zdjęcie owocnika z miejsca nasłonecznionego.
Miąższ
Jędrny, po przełamaniu natychmiast wydzielający żółtawy sok.
Gatunki podobne
Znane są liczne gatunki o podobnym zabarwieniu; przedstawiony gatunek jest łatwy do rozpoznania po żółtym soku.

## Występowanie i siedlisko
Najwięcej stanowisk podano w Europie, poza tym w Ameryce Północnej, Azji i jedno w Ameryce Południowej. W Polsce jest dość pospolity.
Naziemny grzyb saprotroficzny. Rośnie przeważnie w małych grupkach, w lasach liściastych i iglastych, na nagiej ziemi. Jest dość szeroko rozpowszechniony w Polsce.